# Literatura de Egipto
La literatura de Egipto tiene sus orígenes en el Antiguo Egipto y es una de las primeras literaturas conocidas. Los egipcios fueron la primera cultura en desarrollar una literatura tal y como se la conoce hoy en día.

## Literatura del Antiguo Egipto

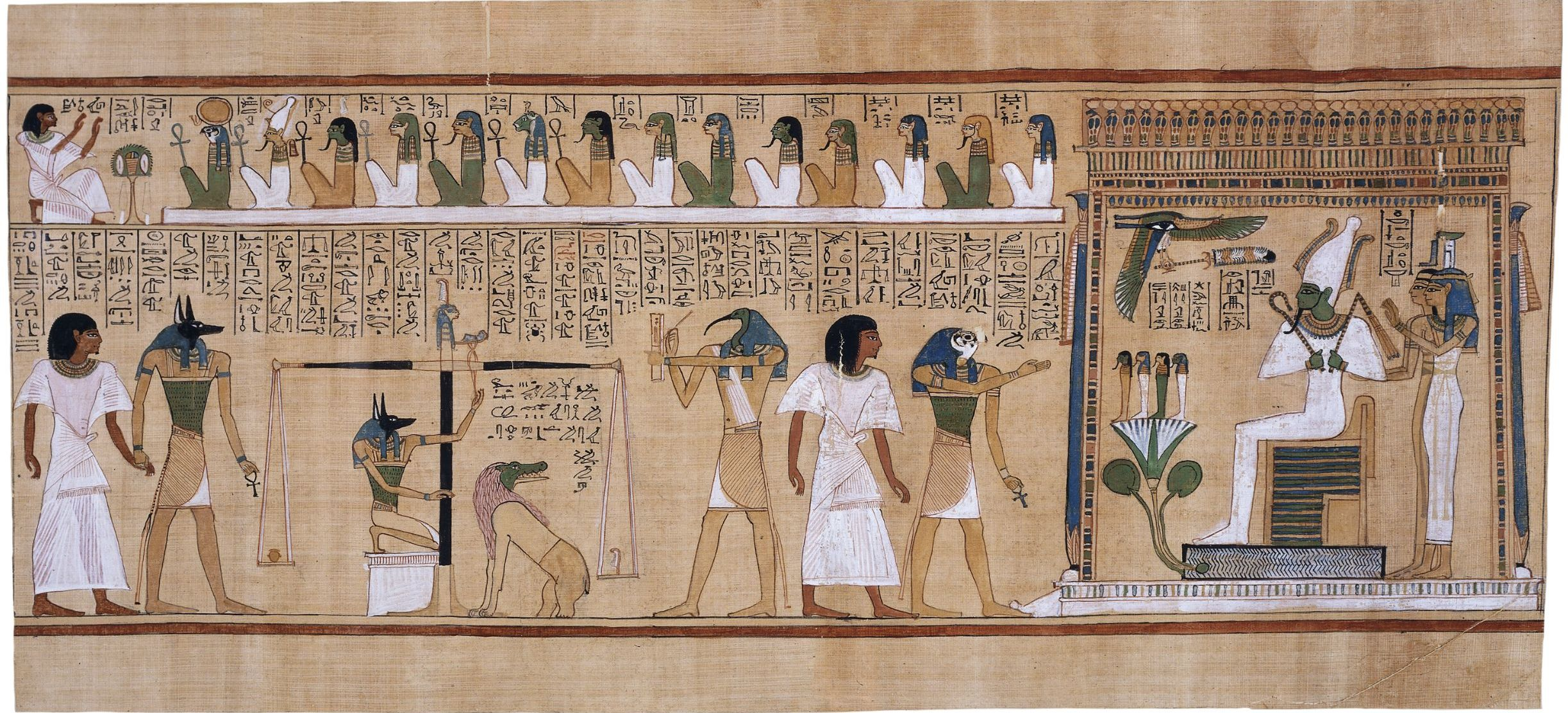
El Juicio de Osiris representado en el Papiro de Hunefer (
ca. 1275 a. C.). Anubis, con cabeza de chacal, pesa el corazón del escriba Hunefer contra la pluma de la verdad en la balanza de Maat. Tot, con cabeza de ibis, anota el resultado. Si su corazón es más ligero que la pluma, a Hunefer se le permite pasar a la otra vida. Si no es así, es devorado por la expectante criatura quimérica Ammyt, compuesta por partes de cocodrilo, león e hipopótamo. Viñetas como esta eran muy comunes en los libros de los muertos egipcios.

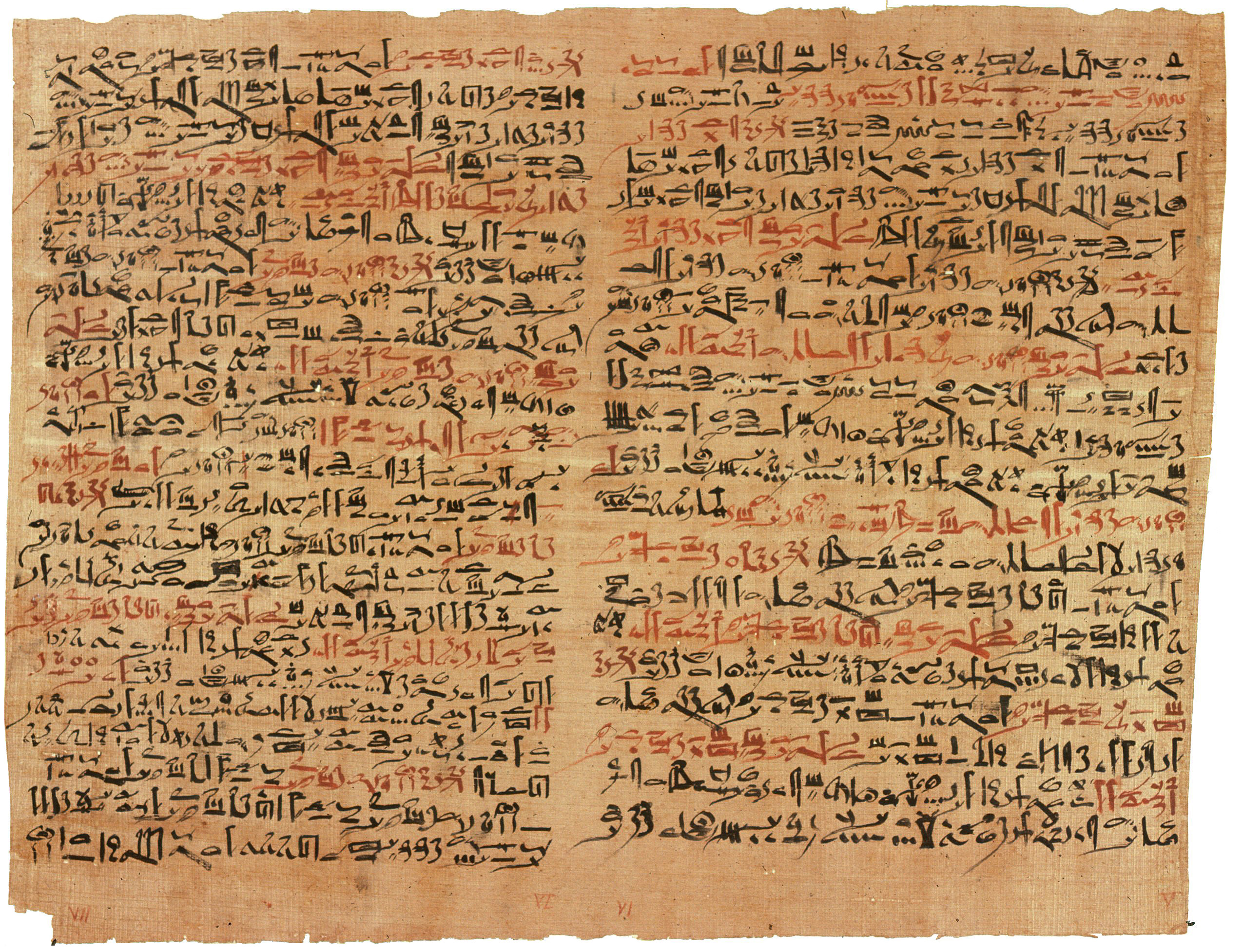
Papiro Edwin Smith.

Los antiguos egipcios escribieron textos en papiros así como en paredes, tumbas, pirámides y obeliscos. Tal vez el ejemplo más conocido de la literatura de este periodo es la Historia de Sinuhé. Otras obras conocidas incluyen el Papiro Westcar (una colección de cuentos) y el Papiro Ebers (un tratado de farmacopea), así como el Libro de los Muertos (instrucciones rituales para llegar a la otra vida), cuya versión más completa nos ha llegado en el llamado Papiro de Ani. 
Se puede dividir la literatura del antiguo Egipto en religiosa y profana. La mayor parte es religiosa: sortilegios, oraciones funerarias, descripciones de la vida de ultratumba, narraciones mitológicas sobre la Enéada... Fuera del ya mencionado Libro de los muertos, de los Textos de las pirámides y de los Textos de los sarcófagos, destaca un conjunto de inscripciones halladas en los hipogeos del Valle de los Reyes que describe el mundo subterráneo o inframundo: el Libro del Amduat, el Libro de las puertas, el Libro de la Vaca Sagrada, el Libro de las cavernas, el Libro de la Tierra, el Libro del día y de la noche y la Letanía de Ra.
La literatura profana consiste sobre todo en libros sapienciales (literatura pensada para la educación más que para el entretenimiento); incluso se creó un subgénero didáctico específico de este tipo, el sebayt, que recuerda, salvadas las distancias, la instrucción de príncipes cristiana o el adab musulmán. Pero también se escribieron narraciones, biografías y poemas amorosos, elegíacos y filosóficos cuyo fin era el entretenimiento, el desahogo artístico o sentimental o la meditación sobre el fin de la vida. Asimismo, la autobiografía es una de las formas más antiguas de la literatura egipcia y nos han llegado las del chaty (visir) Uni y la de Hirjuf. Resulta curiosa la escasa presencia de epopeya; solo se ha conservado un largo poema que celebra la dudosa victoria de Ramsés II en Qadesh, el Poema de Pentaur. El cuento fue un género muy estimado, de difusión casi siempre oral, y su cultivo se extendió tanto que llegó incluso a época moderna, debiéndose a Egipto una gran parte de los relatos contenidos en las Mil y una noches en árabe. El antólogo y mitógrafo Roger Lancelyn Green (1918-1987) reunió algunos que se han conservado enteros en inscripciones (El príncipe y la Esfinge, La legendaria reina Hapshepsut, La princesa y el demonio, Jnum, dios del Nilo, Ra y sus hijos, Horus el Vengador) papiros (El Loto de oro, Djedi, el Hechicero, Los dos hermanos, El campesino elocuente, la Historia del náufrago, Se-Osiris y la carta sellada, El libro de Thot, la Historia de Sinuhé, La toma de Yapu) o resúmenes transmitidos por escritores griegos como Estesícoro (La princesa griega) o el historiador Heródoto (El ladrón de tesoros, La muchacha de las zapatillas rojas). Este último es la versión más antigua del cuento tradicional de La cenicienta.

### Producción literaria del Antiguo Egipto

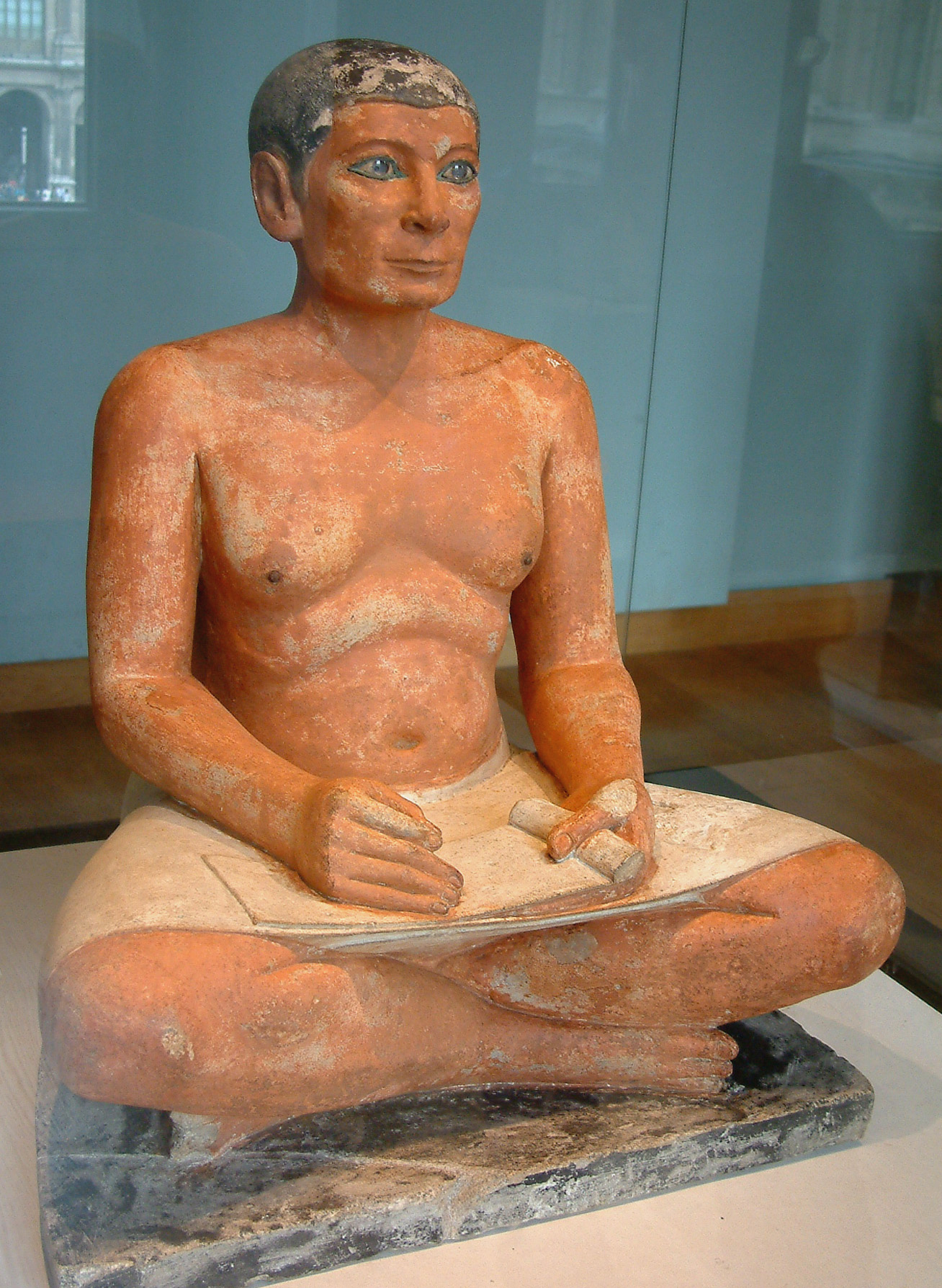
El escriba sentado egipcio de la dinastía V. siglo XXIV a. C. Museo del Louvre.

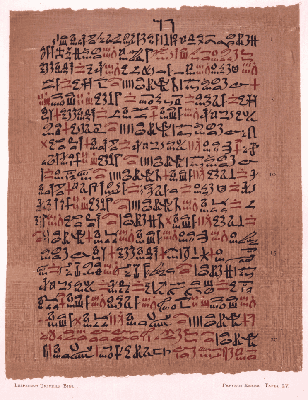
Papiro Ebers.

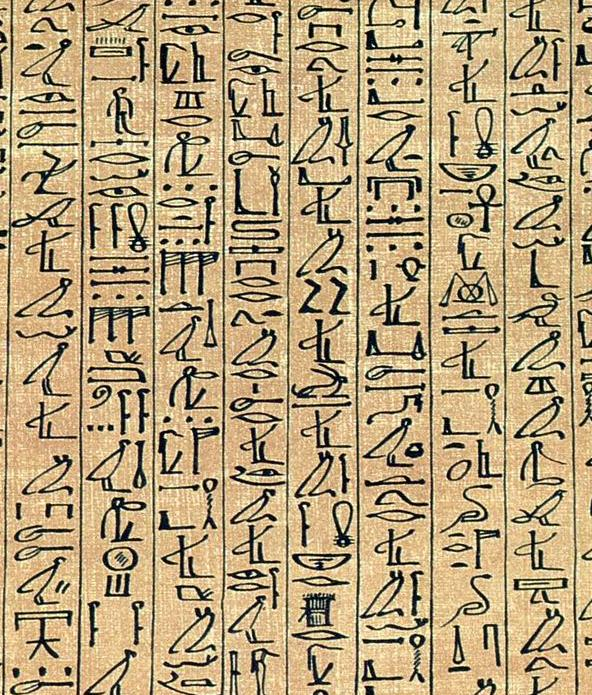
Detalle de una hoja del Papiro de Ani, en escritura jeroglífica cursiva.

Casi toda la producción literaria del Egipto clásico se ha conocido por las inscripciones de los monumentos que han sido descifradas por los arqueólogos y lingüistas, también porque los autores griegos preservaron en sus historias importantes aportaciones, y finalmente una pequeña porción se conservó en rollos e papiro y en vendas. La extraña y misteriosa producción literaria del Egipto antiguo no ha llegado en su totalidad hasta nosotros y muchas veces está estragada por lagunas; sin embargo, se han recopilado varias obras de diferente época, a veces con reescrituras, adaptaciones, refundiciones y variantes significativas, de contenido muy diverso, habida cuenta del largo tiempo transcurrido en esta tradición y de las diferencias teológicas y religiosas de las distintas épocas.
A continuación se presenta este cuadro sinóptico mencionando las obras representativas conocidas, remarcando las más importantes de cada época.
Imperio Antiguo
Entre c. 2686 y 2181 a. C. Lo integran las dinastías III, IV, V y VI antes del Primer periodo intermedio (c. 2190-2050 a. C.)
Este periodo conserva la literatura más antigua.
Textos de las pirámides
Instrucciones de Hordyedef, el más antiguo sebayt conocido.
Sátira de los oficios o Instrucciones de Dua-Jeti
Papiro de Ipuur: Descripción de un mundo en crisis.
Historia del campesino elocuente. Cómo un campesino triunfa en un juicio gracias a su estilo oratorio muy artificioso.
Instrucciones de Ptahhotep, literatura sapiencial en forma de colección de proverbios.
Instrucciones de Kagemni, de la misma naturaleza que la anterior.
Imperio Medio
Entre c. 2050-1750 a. C. Este periodo lo conforma el final de la dinastía XI y la XII. Le sigue el Segundo periodo intermedio (ca. 1800 a. C. a 1550 a. C.)
Esta etapa corresponde a la edad de oro de la literatura clásica.
Textos de los sarcófagos.
Profecía de Neferti.
Historia de Sinuhé. Relato en primera persona de un refugiado que huye por razones políticas a Siria y su retorno posterior.
La Historia del náufrago. Cómo un marino es salvado por un monstruo marino amigable.
Disputa entre un hombre y su ba: Cómo el alma de un presunto suicida lo persuade para que no cometa tal error.
Instrucciones de Amenemhat. Monólogo que el espíritu del asesinado rey Amenemhat I dirige a su hijo Senusert. Describe la conspiración que acabó con su muerte, e insta a su hijo para que no confíe en nadie.
Canto del arpista, poema lírico de inspiración hedonista y escéptica que se encuentra esculpido en la tumba del faraón Intef VII
Himno al Nilo.
Imperio Nuevo
Va desde aproximadamente el 1550 al 1070 a. C.. Ocupa las dinastías XVIII, XIX, XX. Le sucedió el Tercer periodo intermedio (c. 1070-656 a. C.) y las dinastías XXI a XXV.
El rey Apofis y Sekenre: Relato épico sobre la guerra para lograr la expulsión de los invasores hicsos y la demostración del valor del emperador Ramsés II.
La Historia de los dos hermanos: Una malvada mujer logra separar a los dos hermanos (cuento folklórico de gran trascendencia literaria)
El Papiro Harris 500, de época de Seti I, y el Chester Beatty I, de época de Ramsés V, contienen la más importante colección de lírica amorosa del Imperio Nuevo.
Himno a Atón: un exaltado himno a la divinidad solar que se atribuye al faraón hereje Ajenatón, hacia el 1360 a. C.
Verdad y Mentira, cuento alegórico sobre la rivalidad entre dos hermanos que se llamaban así.
Historia del aparecido, un cuento de fantasmas sobre un alma privada de sepultura.
Disputa entre Horus y Set: Narración del triunfo de Horus para quedarse con el trono de Osiris.
Libro de los muertos. Himnos religiosos salpicados con sentencias morales destinados a conducir el alma por el inframundo.
Instrucciones de Amenemope, literatura sapiencial que influyó poderosamente en el bíblico Libro de los Proverbios.
Instrucciones de Ani, de la misma naturaleza que el anterior.
Los viajes de Unamón
Historia del príncipe predestinado, un cuento sobre el fatalismo.
Poema de Pentaur, epopeya.
Decadencia o Periodo tardío.
C. 656-332 a. C.
Último periodo de la literatura egipcia.
En este periodo la escritura corresponde al tipo demótico. 	
Cuentos de Setna o Historias de Setne Khaemwaset: Serie de relatos populares en torno a la figura histórica de Jaemuaset, el cuarto hijo de Ramsés II (1279-1213 aC), a quien se tenía por mago y erudito.
Instrucciones de Ankhsheshonq. Biografía de un desventurado sacerdote de Ra y sus intrigas cortesanas.
Lamentaciones de Isis y Neftis: Drama ritual que contiene las lamentaciones de las dos diosas por la muerte de Osiris.

## Características de la literatura egipcia antigua
La Literatura Egipcia surgió de las antiguas civilizaciones como resultado de la voz popular. Esta transita por diversos lugares y moldea las culturas modernas. 
La literatura arcaica faraónica comprende mitos, fábulas, cuentos populares, proverbios, oraciones y algunas prácticas rituales y fórmulas mágicas representadas como si fueran obras teatrales. Toda esta artística tiene en común el empleo de recursos estilísticos frecuentes en las producciones arcaicas que consistían en: 
- Repeticiones de ideas y estructuras gramaticales.
- Paralelismo.
- Invocación a las divinidades.
- Manejo constante de la mitología.

La literatura egipcia trataba diferentes temas:
Moral
Aquí se tomaba en cuenta la conducta y las acciones humanas para que se encaminaran al bien de sí mismo y de la comunidad. .
Fantasía
Aquí se hablaba sobre apariciones, espectáculos e imágenes que surgen en la mente, al conjuro de palabras o situaciones que las suscitan. Mediante la fantasía se describen escenarios y personalidades fastuosas.
Mitología
Se hablaba sobre Historias fabulosas de los fenómenos y aconteceres cotidianos deificándolos para que aparezcan favorablemente inclinados al bienestar humano.
Exageraciones mitológicas y literarias
Aquí se utilizaba el uso moderado de recursos literarios como la repetición, el pleonasmo, la polisíndeton, el difrasismo, el paralelismo, los estribillos, los símiles y las exageraciones.
Inventiva
Con mucha capacidad ingeniosa, se fingen hechos de manera brillante y colorida, a fin de favorecer explicaciones mágicas.
Simbolismo
Se expresan ideas por medio de figuras que tienen significado convencional.
Temática primaria
Aquí se tocan asuntos como la creación del mundo, la primera pareja, el diluvio, etc.
Intención didáctica
Aquí se pretende adiestrar al hombre para que pueda valorar la grandiosidad de la obra de los dioses en la naturaleza y en el mismo

## La literatura en lengua griega de la Alejandría egipcia
El Nilo tuvo una enorme influencia en los escritos de los antiguos egipcios al igual que los poetas greco-romanos que llegaron a Alejandría para recibir el apoyo de los numerosos mecenas que vivían ahí, así como para aprovechar los recursos de la Biblioteca de Alejandría invitados por el faraón Ptolomeo II Filadelfo, muy amante de la cultura y que, por ejemplo, mandó traducir la Biblia hebrea al griego, versión conocida como la Septuaginta o "los Setenta", porque fue encomendada a setenta traductores. Dos son los grupos principales de esta especie de edad de oro alejandrina, la llamada Pléyade poética  (Teócrito, Filico de Corcira, Nicandro, Homero de Bizancio, Arato, Licofrón de Calcis y Apolonio de Rodas o Eántidas) y la Pléyade trágica. Muchos grandes poetas del helenismo fueron a esta ciudad, incluyendo a Calímaco de Libia, maestro del epigrama, y Teócrito de Siracusa, autor este último de memorables Idilios no solo pastoriles. Uno de los escritores egipcios más notables fue Apolonio de Rodas, autor de una epopeya, las Argonáuticas, así como Nono de Panópolis, autor de otra mitológica pagana, las Dionisíacas. A Herodas se le deben diversos Mimos. Por demás, el sacerdote del siglo III a. C. Manetón nos conservó en griego la primera historia íntegra del país, su Historia de Egipto (Αίγυπτιαχά; en latín, Aegyptiaca), entre otras obras. Vinculado a Alejandría estuvo además el poeta Licofrón. Del siglo III a. de Cristo es el poeta Posidipo, cortesano cantor de un par de monarcas ptolemaicos. De época romana imperial ya es el historiador Apiano. El último representante del paganismo griego fue el epigramista Páladas, pesimista y decadente, del siglo IV d. C.

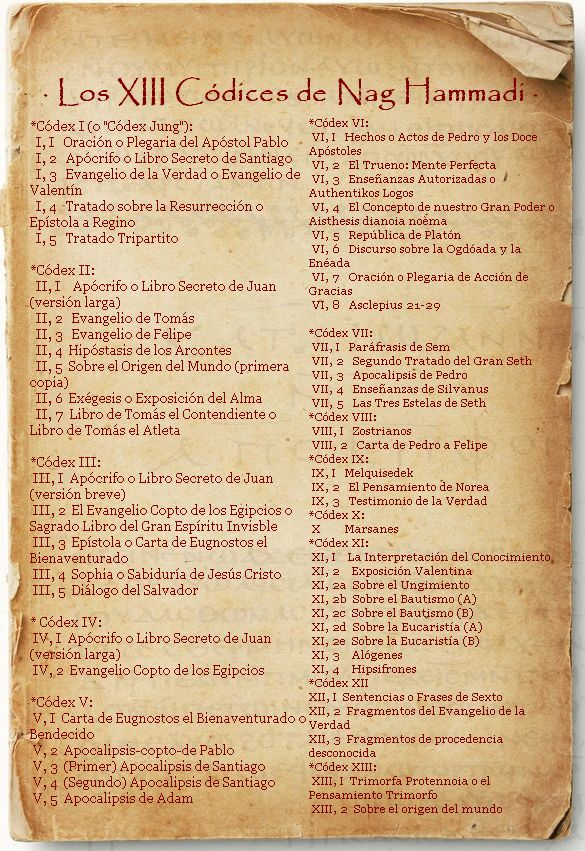
· Los trece Códices de Nag Hammadi con los tratados que los constituyen ·

## Literatura islámica y literatura copta
A partir del siglo VIII, Egipto fue conquistado por los árabes musulmanes, que impusieron su lengua, aunque quedó tolerada una gran minoría cristiana copta (que desarrolló una importante literatura religiosa de carácter gnóstico conservada bajo la denominación de Manuscritos de Nag Hammadi) escrita en la lengua que resultó de la evolución del egipcio antiguo, el copto, y otra judaica, cuyos máximos representantes fueron el filósofo judío helenizado Filón de Alejandría, en el siglo III a. C., y en el siglo XI d. C. el gran teólogo y filósofo cordobés Maimónides, quien pasó sus últimos años en Egipto. Destruida varias veces por los romanos la Biblioteca de Alejandría, en su mayoría de textos griegos, y por último por el califa Umar ibn al-Jattab, que gobernó entre 636 y 644 y ordenó la destrucción de miles de manuscritos, la literatura en árabe, y especialmente las bibliotecas en esta lengua, prosperaron bajo el nuevo Egipto creado por los conquistadores musulmanes. Se produjeron algunos cambios importantes durante este periodo que afectaron a los escritores. Los papiros fueron sustituidos por el papel de tela y se introdujo la caligrafía como sistema de escritura. El foco principal de los escritos fue el islam. En cuanto a la literatura oral, se ha conservado la Epopeya Hilali o Al-Sirah al-Hilaliyyah que cuenta la saga de la tribu de beduinos Banu Hilal y su migración desde la Península arábiga hasta África del Norte en el siglo X. Desde el siglo XIV, esta epopeya se canta en verso por poetas acompañados de un instrumento de percusión y de un violín de dos cuerdas (rubab) en acontecimientos importantes y en bodas y circuncisiones. Antaño muy difundida, la única versión que ha llegado hasta la actualidad es la egipcia y ha sido inscrito en la lista Representativa del Patrimonio Cultural Inmaterial de la Humanidad por la UNESCO.
Una de las primeras novelas escritas en el Egipto árabe fue Al-Risalah al-Kamiliyyah fil Siera al-Nabawiyyah, traducida al latín como El teólogo autodidacto, de Ibn al-Nafis. Es un relato teológico con algunos elementos futuristas que han sido descritos por algunos críticos como de "ciencia ficción". Por otra parte, muchos de los cuentos incluidos en Las mil y una noches se pueden rastrear como pertenecientes a tradiciones medievales egipcias. Este tipo de materiales se sumó a otras dos tradiciones que estaban también presentes en esta colección en el siglo XV, la hindú y la persa.

## Literatura moderna

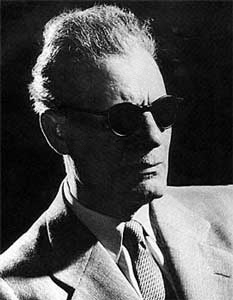
El escritor y erudito ciego Taha Hussein, decano de la literatura egipcia moderna

El pionero del teatro egipcio fue Yaqub Sannu (1839-1912), llamado "el Molière de Egipto". Escribía en árabe dialectal y se inspiraba en comediógrafos europeos: Molière, Goldoni y Richard Sheridan. Ahmed Chawqi (1868-1932), llamado "el Príncipe de los poetas", estudió en Francia y allí tomó por modelos a Pierre Corneille y Jean Racine, escribiendo numerosas piezas de teatro en verso inspiradas en la historia egipcia y las leyendas árabes, por ejemplo La muerte de Cleopatra y La locura de Leyla.
A finales del siglo XIX y principios del siglo XX el mundo árabe experimento la Al-Nahda, un movimiento renacentista que afectó a todos los aspectos de la vida, incluyendo la literatura. Algunos años más tarde Muhammad Hussein Haykal (1888-1956) escribió la primera novela moderna en lengua árabe, Zaynab (1914), una historia de amor ambientada en un entorno rural. Su contemporáneo Taha Hussein (1889-1973) fue uno de los grandes nombres del movimiento modernista en el mundo árabe. Ciego desde muy joven, recibió una formación religiosa tradicional en la mezquita cairota de Al-Azhar, que evoca en su autobiografía novelada El libro de los días (Al-Ayyam, 1929-1932). Se interrogó sobre varios aspectos de la cultura árabe, y estudió la poesía preislámica con aparato crítico moderno. Se aproximó asimismo a otras tradiciones culturales mediterráneas, como la griega, la francesa y la italiana.
Tawfiq Al-Hakim (1898-1987) creó el teatro egipcio moderno, que hasta entonces estaba dominado por la farsa y la comedia ligera. Sus piezas están inspiradas por ideas de patrimonio árabe u occidental: Sherezade (1934), Edipo rey (1939), Pigmalión (1942), o incluso temas sociales como El secreto de la suicida (1937) o Una bala en pleno corazón (1944). También se atrevió a escribir una pieza sobre el Profeta, Mahoma (1936), destinada a la lectura, no a ser representada. Una de las figuras más importantes de este periodo es Naguib Mahfuz, el primer egipcio en ganar el Premio Nobel de literatura. 

### La novela
El origen de la novela en Egipto está vinculado a la ola de traducciones, más bien adaptaciones, de la narrativa europea romántica, detectivesca e histórica que se produjo a finales del siglo XIX. Dos autores son los más representativos de este momento: Yuryi Zaydan (1861-1914) y Mustafa Lufti al-Manfaluti (1876-1924).

## La literatura moderna no arabófona
Durante mucho tiempo Egipto ha sido una tierra cosmopolita, en particular la ciudad y puerto de Alejandría, cuya población provenía de diversos lugares. Numerosos escritores importantes han así adoptado otras lenguas y no el árabe para sus obras, que sin embargo forman parte del corpus literario egipcio. Se pueden citar, entre otros, a Edmond Jabès, Albert Cossery y Andrée Chedid en francés, a Stratís Tsircas y Constantino Kavafis en griego, y a la novelista Ahdaf Soueif en inglés. Además, numerosos escritores, expatriados o no, han hecho de Egipto el marco de sus escritos, y sin duda el más célebre es el inglés Lawrence Durrell, autor de El cuarteto de Alejandría. También se puede citar a Terenci Moix y su tetralogía de novelas históricas No digas que fue un sueño (1986), El sueño de Alejandría (1988), El amargo don de la belleza (1996) y El arpista ciego (2002).